# بنفشه روی چمن به پشت خم شد
بنفشه خم‌شده روی چمن (به انگلیسی: Violet Bent Backwards over the Grass) نخستین کتاب خواننده و ترانه‌نویس آمریکایی لانا دل ری است. این مجموعه با همراهی بیش از سی شعر اصلی و عکاسی، شامل «۱۳ قطعه شعر طولانی» و چند قطعه کوتاه، نخستین مجموعه منتشر شده دل ری خواهد بود که توسط سایمون اند شوستر در ۲۹ سپتامبر سال ۲۰۲۰ عرضه شد. 
در دسامبر ۲۰۱۹، دل ری اعلام کرد که برای همراهی کتاب، یک آلبوم گفتاری با همراهی موسیقی توسط جک آنتونوف، که قرار بود در ژانویه سال ۲۰۲۰ منتشر شود را عرضه خواهد کرد. به دنبال تأخیر به دلیل مشکلات شخصی، این آلبوم قرار بود در ماه فوریه از طریق اینترسکوپ/پالیدور منتشر شود. تاریخ انتشار نهایی کتاب برای ۹ ژوئیه اعلام شد که کتاب صوتی در تاریخ ۲۷ ژوئیه ۲۰۲۰ منتشر شد و به دنبال آن یک کتاب گالینگور در ۲۹ سپتامبر سال ۲۰۲۰ عرضه می‌شود. نیمی از درآمد حاصل از این کتاب به پروژه ناوارو واتر اهدا خواهد شد.

## پیش‌زمینه و توسعه

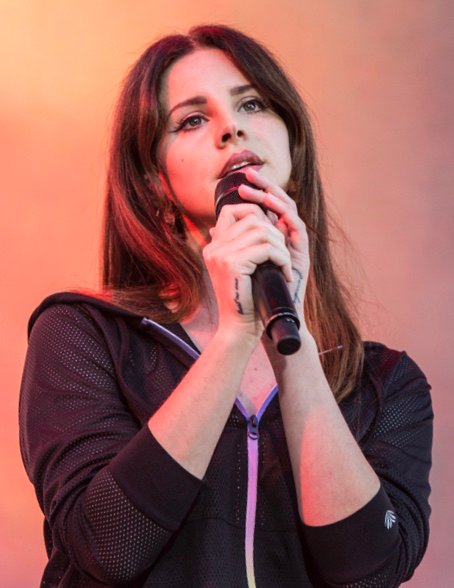
لانا دل ری

دل ری از آغاز حرفه موسیقی خود، اظهار داشت که چگونه از اشعار والت ویتمن و آلن گینزبرگ در ترانه‌نویسی خود الهام و نقش مؤثری داشته‌است. او چندین شعر را که از آن به عنوان مونولوگهای گفتاری در ویدئو و نماهنگ‌ها استفاده کرده‌است را سروده‌است که قابل توجه‌ترین آن‌ها قطعات سودازدگیای است که در فیلم‌های رفتن (۲۰۱۲) و تروپی‌کو (۲۰۱۳) به نمایش درآمده است که در تروپی‌کو نیز اشعاری از برگ‌های چمن والت ویتمن را می‌خواند.
در سال ۲۰۱۸، دل ری خواست خود را برای انتشار یک کتاب شعر اعلام کرد. او توضیح داد که چگونه در سال ۲۰۱۷ به دنبال انتشار آلبومش، نورمن فاکینگ راک‌ول! (۲۰۱۹)، شروع به نوشتن کتاب شعر کرده بود. مدت کوتاهی پس از آن، دل ری فاش کرد که خودش کتاب را جلد می‌کند و نسخه‌هایی را نیز به کمتر از قیمت یک دلار به فروش می‌رساند. دل ری در پاسخ به این سؤال که چرا این کتاب ارزان قیمت است، پاسخ داد: «زیرا افکار من بی‌ارزش است.»
دل ری در طول چرخه تبلیغاتی برای آلبوم نورمن فاکینگ راک‌ول!، این کتاب را متشکل از «سیزده قطعه شعر بلند» توصیف کرد، اگرچه او از آن زمان تاکنون قطعه‌های کوتاه تری در میان قطعات دیگر از جمله «هرگز به بهشت»، «خوشحال» و «پسخدمت آرام- آبی تا ابد» را در رسانه‌های اجتماعی منتشر کرده‌است.

## کتاب صوتی
بنفشه خم‌شده روی چمن علاوه بر کتاب فیزیکی، به عنوان کتاب صوتی در تاریخ ۲۸ ژوئیه سال ۲۰۲۰ به صورت فرمت پخش آنلاین از طریق اینترسکوپ و پالیدور رکوردز با تک آهنگ جداگانه «من کی هستم تو را دوست دارم» در دسترس قرار گرفت. اشعار موسیقی با همراهی جک آنتونوف، همکار مکرر دل ری و تهیه‌کننده آلبوم او، نورمن فاکینگ راک‌ول! (۲۰۱۹) تهیه شده‌است.
پس از اعلام این کتاب، دل ری قصد خود را برای انتشار آلبوم کلمه گفتاری اعلام کرد. دل ری در پخش زنده اینستاگرام خود اعلام کرد که این آلبوم نیز به قیمت یک دلار خواهد بود و ۵۰ درصد درآمد حاصل از آن به خیریه‌های حمایت از ثبات سرزمین بومی آمریکا و حمایت از حقوق بومی در ایالات متحده اهدا می‌شود.

### فهرست قطعه
| فهرست قطعه بنفشه خم‌شده روی چمن | فهرست قطعه بنفشه خم‌شده روی چمن                                     | فهرست قطعه بنفشه خم‌شده روی چمن |
| شماره                          | نام                                                                | مدت                            |
| ------------------------------ | ------------------------------------------------------------------ | ------------------------------ |
| ۱.                             | «اِل اِی، من کیستم که عاشق تو باشم؟»                                 | ۵:۲۰                           |
| ۲.                             | «سرزمین هزاران شعله»                                               | ۴:۰۴                           |
| ۳.                             | «بنفشه خم‌شده روی چمن»                                              | ۱:۰۴                           |
| ۴.                             | «آن سوی شاخ و برگ درهم تنیده سرو»                                  | ۱:۵۴                           |
| ۵.                             | «سمندر»                                                            | ۱:۵۴                           |
| ۶.                             | «رانده از بهشت»                                                    | ۲:۰۵                           |
| ۷.                             | «هواپیمای ورزشی»                                                   | ۶:۵۳                           |
| ۸.                             | «تسا دی‌پیترو»                                                      | ۲:۰۰                           |
| ۹.                             | «پیشخدمت آرام - آبی برای همیشه»                                    | ۱:۲۸                           |
| ۱۰.                            | «آنچه اتفاق افتاد، وقتی تو را ترک کردم»                            | ۱:۱۸                           |
| ۱۱.                            | «خوشحال»                                                           | ۲:۲۲                           |
| ۱۲.                            | «خوابگاه من اکنون یک مکان مقدس است - کودکان در پایین تخت من هستند» | ۲:۰۰                           |
| ۱۳.                            | «بهشت بسیار شکننده است»                                            | ۳:۳۶                           |
| ۱۴.                            | «پاهای برهنه روی لینولئوم»                                         | ۲:۵۲                           |
| مجموع مدت:                     | مجموع مدت:                                                         | ۳۸:۵۰                          |

## جدول‌ها
| جدول (۲۰۲۰)                            | اوج موقعیت |
| -------------------------------------- | ---------- |
| آلبوم‌های فرانسوی (اس‌ان‌ئی‌پی)            | ۵۷         |
| آلبوم‌های لهستانی (زدپی‌ای‌وی)            | ۳۴         |
| آلبوم‌های پرتغالی (ای‌اف‌پی)              | ۷          |
| آلبوم‌های اسکاتلندی (شرکت جدول‌های رسمی) | ۱۱         |
| آلبوم‌های اسپانیایی (PROMUSICAE)        | ۵۹         |
| آلبوم‌های سوئیسی (جدول موسیقی سوئیس)    | ۸۲         |
| آلبوم‌های بریتانیا (شرکت جدول‌های رسمی)  | ۲۵         |
| US Tastemakers (بیلبورد )              | ۲۱         |
| US Top Album Sales (بیلبورد)           | ۱۹         |
| US Vinyl Albums (بیلبورد)              | ۳          |